# Interfone

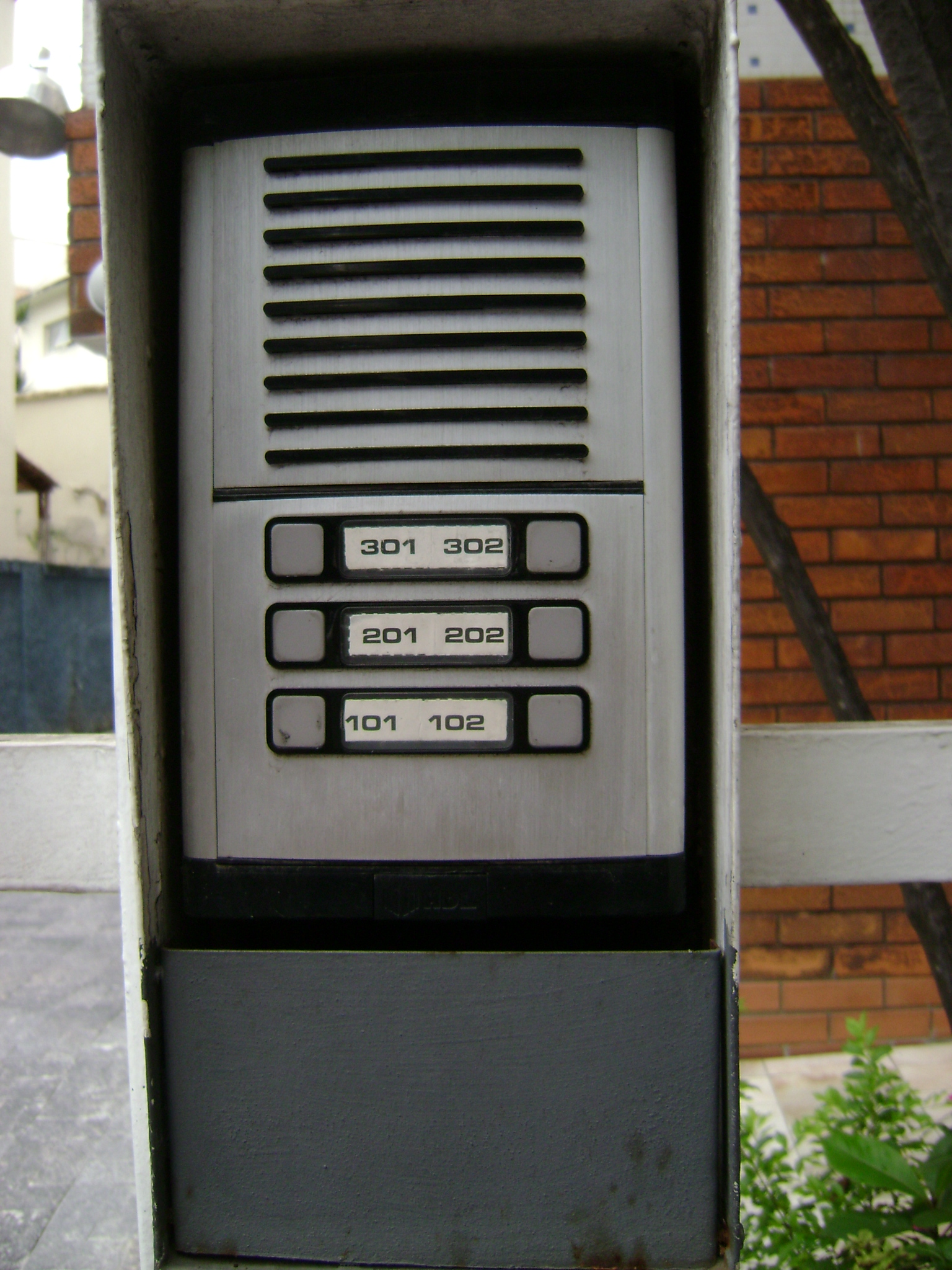
Um interfone externo.

Um telefone de porta, telefone de campainha de porta ou videoporteiro é um conjunto de elementos elétricos e eletrônicos usados para lidar com a comunicação entre um morador em uma casa, apartamento ou vila e um hóspede do lado de fora. O dispositivo também pode bloquear ou desbloquear a porta com a qual foi configurada para trabalhar. Os telefones de porta têm sido usados em uma variedade de edifícios comerciais e residenciais. Por exemplo, escritórios e blocos de apartamentos fazem uso frequente de telefones de porta. Eles são tão amplamente utilizados que, hoje em dia, fazem parte da instalação elétrica padrão da maioria dos edifícios.

A versão mais simples de interfone é o que estabelece uma comunicação entre uma entrada no nível da rua e uma para o morador dentro da casa. Um alto-falante instalado na entrada do nível da rua permite que um morador do edifício fale com seu visitante de dentro de casa. Em edifícios onde há mais de uma placa de interfone localizada fora da entrada do mesmo, cada interfone possui um certo número de botões dependendo do número de unidades em cada edifício.

## Operação

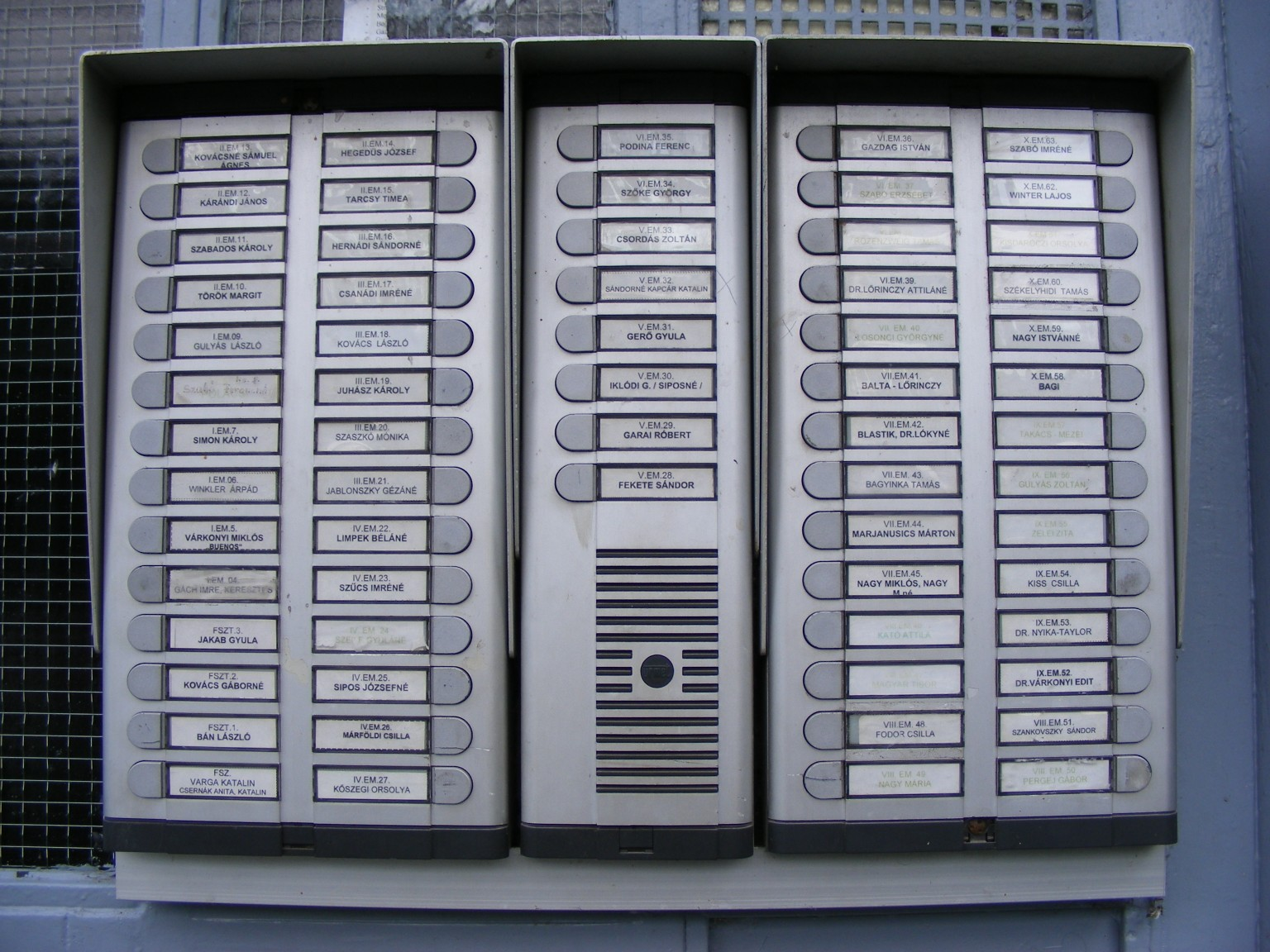
Placa de telefone externa moderna com matriz de botões

Um interfone em sua versão mais básica é um interfone bidirecional que permite a comunicação da rua para o interior de um prédio. Os telefones de porta mais complexos são conectados a Trava elétrica, e podem destravar e abrir a porta para permitir o acesso ao interior do edifício.

A parte do interfone no exterior de um edifício é conhecida como "placa do interfone". Ela está localizada na parte externa da entrada de cada edifício. As placas de interfone consistem em uma matriz de Botão de pressão. cada um deles aciona um bipe localizado em uma unidade dentro de cada prédio de apartamentos. Cada prédio de apartamentos contém um botão que pode ativar a Trava elétrica.
Existem vários sistemas de instalação, sendo o mais tradicional um sistema conhecido por 4 + 1, nomeado pelos tipos de cablagem que requer. Um sistema 4 + 1 requer quatro fios que lidam com energia, comunicação e sistema de porta, e outro fio para comunicação entre um morador do apartamento e a pessoa que usa o interfone.

## Interfone de Câmera

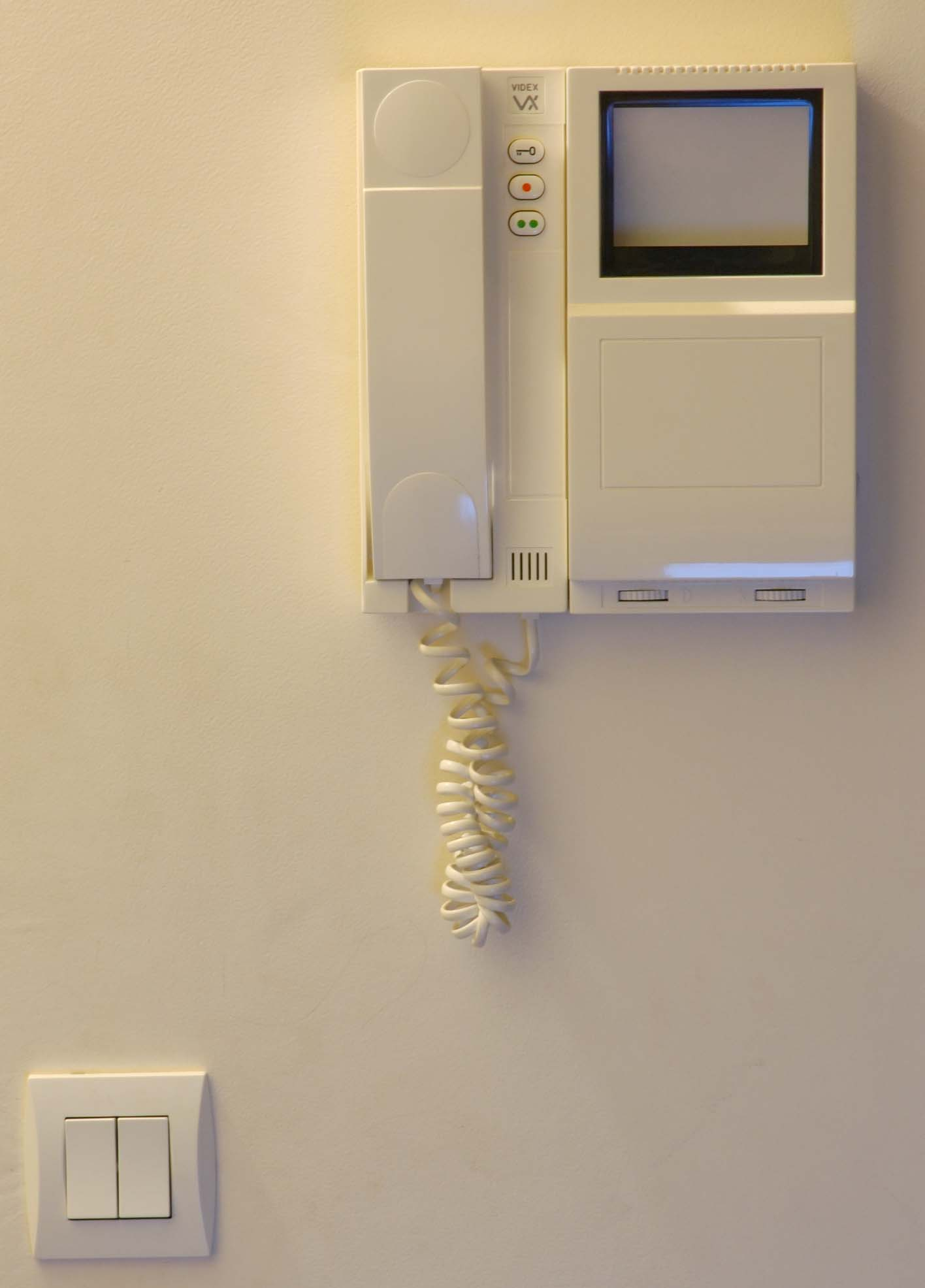
Terminal interno do interfone com câmera

Indo um pouco mais longe no tempo, encontramos interfones com câmera, eles têm uma videoinstalação à parte do áudio clássico. Nestes casos, a placa de intercomunicação tem a mesma estrutura da versão anterior mas apresenta um Monitor de vídeo ligado a uma câmara de vigilância que permite inspecionar a pessoa que pressionou o botão e parte da área envolvente.
Sistemas de controle de acesso.
Alguns fabricantes também adotaram a possibilidade de abrir a porta por meio de um teclado. Ao introduzir um código secreto numérico, a Trava elétrica é acionada. Embora também exista a possibilidade de ser usado como controle de acesso com um cartão magnético ou um cartão inteligente.

## Topologia de fiação
Entre outras classificações existe uma com três tipos diferentes de intercomunicadores que diferem principalmente no número de fios necessários na sua instalação, havendo algum paralelismo entre diferentes fabricantes, que utilizam protocolos de comunicação diferentes mas uma topologia de cablagem semelhante:
- Convencional: Este sistema é caracterizado pela utilização de quatro fios mais N fios para cada residência. Ou seja, (4 + "n") fios, onde "n" indica o número de residências. Este sistema é mais adequado para edifícios de tamanho médio.[4]

- Simplificado: Este sistema caracteriza-se por utilizar um par de fios, acrescido do número de casas em fios. Ou seja, (1 + "n") fios, onde "n" indica o número de residências. É mais adequado para edifícios de tamanho médio com dois ou três portões de entrada.[5]

- Digital: Este sistema é mais adequado para uso em grandes edifícios ou instalações complexas, pois garante a máxima capacidade e facilidade de instalação. Caracteriza-se por utilizar apenas dois fios para todas as instalações.[6]

Esses três sistemas diferem principalmente pelo número de fios necessários no circuito. Podem trabalhar com mais de três terminais em paralelo com a mesma chamada.

## Classificação do Interfone de Câmera
O Interfone de Câmera pode ser classificado em duas classificações possíveis:
1. Camadas de segurança:
a. Segurança de nível 1 – Esta é a camada de segurança adicionada pelo sistema do Interfone de Câmera na entrada do edifício . Esta camada é entregue ao guarda que verificará diretamente a entrada de um visitante no edifício . Tais sistemas estão apenas em nível comunitário.
b. Segurança Nível 2 : Também é conhecido como segurança da recepção – Isso é para ter acesso à recepção do apartamento, caso em que o visitante terá que discar o número do apartamento e, em seguida, o proprietário do apartamento permite o acesso a um visitante da própria entrada para a recepção do vídeo.
c. Segurança nível 3 : Neste caso, o visitante comunica com a câmara exterior em frente à porta da casa ou portão do edifício.
2. Tecnologias e classificação:
a. Autônomo – Um interfone de câmera autônomo é um dispositivo usado em vilas ou por proprietários individuais.
Tipos de tecnologia de interfone de câmera autônomo –
i. Interfone de Câmera Analógico (Analog VDP em inglês) – É um display e câmera analógica.
ii. VDP digital conectado – Este é um display LCD digital com câmera digital geralmente com capacidade de captura de imagem e captura de vídeo quando a campainha é pressionada. Neste caso, normalmente, também é permitida alguma integração adicional de câmera.
iii. Campainha de vídeo sem fio : Uma unidade de câmera que se conecta ao interno ou ao roteador e permite a comunicação com o celular ou tablet se comunicar com o visitante.
b. Multi-apartamento- Esta é uma solução onde existe um cenário de habitação em massa.
i. Sistemas analógicos de vários apartamentos – Este é um VDP analógico que fornece segurança de 3 níveis.
ii. Sistema IP VDP Multi-apartamento – Este é o IP VDP, que é segurança de 3 camadas e integração com BMS (sistema de gerenciamento de edifícios), sistemas de segurança como intrusão, segurança predial de CFTV e, na maioria dos casos, até automação residencial.
Os sistemas acima mencionados nada têm a ver com os dispositivos, apenas com a instalação elétrica. Então, além disso, podem incluir monitores de intercomunicação ou outras ferramentas de alta segurança de novas tecnologias.